# August (album)
August je desáté sólové studiové album anglického hudebníka Erica Claptona. Vydala jej v listopadu roku 1986 hudební vydavatelství Duck Records a Warner Bros. Brothers. Stejně jako v případě jeho předchozího alba, nazvaného Behind the Sun, se na albu produkčně podílel Phil Collins; dále na produkci přispěl Tom Dowd, který s Claptonem rovněž v minulosti spolupracoval. V hitparádě Billboard 200 se album umístilo na 37. příčce. Na albu se nachází píseň „Tearing Us Apart“, kterou Clapton nazpíval jako duet se zpěvačkou Tinou Turner.

## Seznam skladeb
| Pořadí | Název                                   | Autor                                           | Délka |
| ------ | --------------------------------------- | ----------------------------------------------- | ----- |
| 1.     | It's in the Way That You Use It         | Eric Clapton, Robbie Robertson                  | 4:11  |
| 2.     | Run                                     | Lamont Dozier                                   | 3:39  |
| 3.     | Tearing Us Apart                        | Clapton, Greg Phillinganes                      | 4:15  |
| 4.     | Bad Influence                           | Robert Cray, Michael Vannice                    | 5:09  |
| 5.     | Walk Away                               | Richard Feldman, Marcella Detroit               | 3:52  |
| 6.     | Hung Up on Your Love                    | Dozier                                          | 3:53  |
| 7.     | Take a Chance                           | Clapton, Nathan East, Phillinganes              | 4:54  |
| 8.     | Hold On                                 | Clapton, Phil Collins                           | 4:56  |
| 9.     | Miss You                                | Clapton, Bobby Columby, Phillinganes            | 5:06  |
| 10.    | Holy Mother                             | Stephen Bishop, Clapton                         | 4:55  |
| 11.    | Behind the Mask                         | Chris Mosdell, Rjúiči Sakamoto, Michael Jackson | 4:47  |
| 12.    | Grand Illusion (pouze na CD verzi alba) | Bob Farrell, Dave Robbins, Wesly Stephenson     | 6:23  |

## Obsazení
- Eric Clapton – kytara, zpěv
- Phil Collins – bicí, perkuse, doprovodné vokály
- Tina Turner – zpěv, doprovodné vokály
- Nathan East – baskytara
- Henry Spinetti – bicí
- Michael Brecker – saxofon
- Jon Faddis – trubka
- Gary Brooker – klávesy, zpěv
- Leon Pendarvis – aranžmá
- Greg Phillinganes – klávesy, zpěv
- Richard Feldman – klávesy
- Laurence Cottle – baskytara
- Dave Bargeron – potoun
- Randy Brecker – trubka
- Richard Cottle – syntezátor
- Katie Kissoon – doprovodné vokály
- Magic Moreno – doprovodné vokály
- Tessa Niles – doprovodné vokály